# مومولاند
مومولاند (:بالأنجليزية: Momoland) (:بالكورية: 모모랜드)هي فرقة فتيات كورية تابعة لوكالة MLD من كوريا الجنوبية ترسمت بتاريخ 10نوفمبر 2016 وكانت تتكون من ست عضوات هيبين، جين، نايون، جووي، ايين، و نانسي.

## الأعضاء
- هيبين (هانغل: 혜빈) — قائدة، مغنية، رابر
- جين (هانغل: 제인) — راقصة رئيسية، مغنية
- نايون (هانغل: 나윤) — مغنية
- جووي (هانغل: 주이) — صوت رئيسي، راقصة رئيسية، رابر، وجه الفرقة
- ايين (هانغل: 아인) — صوت رئيسي
- نانسي (هانغل: 낸시) — سنتر، ماكني

## الإصدارات الموسيقية

### الألبومات
| الاسم               | تفاصيل الألبوم | Peak chart positions | المبيعات        |
| الاسم               | تفاصيل الألبوم | KOR                  | المبيعات        |
| ------------------- | --- | -------------------- | --------------- |
| Welcome to Momoland | - تاريخ الإصدار: 10 نوفمبر, 2016 - الشركة: Dublekick Company,الفيديوهات الموسيقية LOEN Entertainment - الشكل : CD، digital download Track listing 1. Welcome to Momoland 2. JJan! Koong! Kwang! (짠쿵쾅) 3. Lovesick (상사병) 4. A Fuss (어기여차) 5. JJan! Koong! Kwang! (짠쿵쾅) inst. 6. A Fuss (어기여차) inst. | 28                   | - كوريا: 1,915+ |
| Freeze              | |                      |                 |
| Great!              | |                      |                 |
| Fun of the world    | |                      |                 |

| الاسم                          | السنة | Peak chart positions | المبيعات | الألبوم             |
| الاسم                          | السنة | KOR                  | المبيعات | الألبوم             |
| ------------------------------ | ----- | -------------------- | -------- | ------------------- |
| "JJan! Koong! Kwang!" (짠쿵쾅) | 2016  | —                    | —        | Welcome to Momoland |
| "Wonderful Love" (어마어마해)  | 2017  | —                    | —        | Non-album single    |
| Freeze                         | 2017  | __                   |          | Freeze              |
| Boom boom (k ver.)             | 2018  | __                   |          | Grate!              |
| Boom boom (j ver)              | 2018  | __                   |          | /                   |
| BAAM                           | 2018  | __                   |          | Fun of the world    |

## الجوائز والترشيحات

### Asia Model Awards
| السنة | الفئة                           | الفائز   | النتيجة |
| ----- | ------------------------------- | -------- | ------- |
| 2017  | Best New Star / New Star Singer | مومولاند | فوز     |

### 4th Korea-China Management
| السنة | الفئة            | الفائز   | النتيجة |
| ----- | ---------------- | -------- | ------- |
| 2017  | Asia Rising Star | مومولاند | فوز     |

## روابط خارجية
- مومولاند على موقع IMDb (الإنجليزية)
- مومولاند على موقع ميوزك برينز (الإنجليزية)
- مومولاند على موقع أول ميوزيك (الإنجليزية)
- مومولاند على موقع ديسكوغز (الإنجليزية)